# Malin Björk
Malin Anna Björk (Gotemburgo, 22 de mayo de 1972) es una política sueca, defensora de los derechos de la mujer. Es miembro del Parlamento Europeo (MEP) del Partido de la Izquierda de Suecia y de la Grupo Confederal de la Izquierda Unitaria Europea/Izquierda Verde Nórdica (GUE / NGL) desde 2014.

## Trayectoria
Björk trabajó para el Lobby Europeo de Mujeres en Bruselas durante varios años antes de comenzar a trabajar como asesora política en la Comisión de Derechos de la Mujer e Igualdad de Género (FEMM) para Eva-Britt Svensson, coordinadora de GUE / NGL del Comité, en 2009.
Fue la candidata del Partido de la Izquierda en las Elecciones al Parlamento Europeo de 2014, después de ganar por un estrecho margen a Mikael Gustavsson, también eurodiputado posteriormente. Fue la única elegida por su partido. 
Como feminista, durante la campaña electoral se centró en cuestiones feministas y también en el antirracismo, los derechos LGBT, la protección del bienestar y derechos de las personas trabajadoras y la oposición a las políticas de austeridad. Su objetivo es lograr medidas más estrictas contra el dumping social, una práctica de competencia desleal por la cual las empresas reducen sus costes aprovechándose de los bajos salarios y pobres condiciones laborales de un país subdesarrollado.
En esta línea, trabaja para la anulación del principio de "Laval Un Partneri Ltd contra el Sindicato Sueco de Trabajadores de la Construcción" (en sueco "Laval Un Partneri Ltd v Svenska Byggnadsarbetareforbundet") que sostiene que el derecho de huelga está limitado si afecta de forma desproporcionada al derecho a establecer o proporcionar negocios en la UE. Se opone a la propuesta de crear una Zona de Libre Comercio Transatlántica.
En abril de 2014, Björk se negó a abrocharse el cinturón de seguridad a bordo de un avión sueco después de saber que el avión transportaría a un solicitante de asilo de Irán que estaba a punto de ser deportado. Como resultado, el hombre fue trasladado a otro lugar. Más tarde se le concedió un permiso de residencia permanente en Suecia. 
Vive en Bruselas con su pareja y sus dos hijos.
En la legislatura 2014 - 2019 del Parlamento Europeo, es miembro de la Comisión de Derechos de la Mujer e Igualdad de Género (FEMM) del parlamento y de la Comisión de Libertades Civiles, Justicia y Asuntos de Interior (LIBE).
Es la ponente del Parlamento Europeo sobre el Marco de reasentamiento de la UE. En octubre de 2017, su propuesta de reasentar a unos 240.000 personas refugiadas al año en los Estados miembros de la UE fue aprobada en el comité LIBE.
Es autora, junto con su colega Eleonora Forenza, de un informe sobre género y comercio, que pide una política comercial de la UE más sensible al género. El informe fue adoptado en la Comisión FEMM y la Comisión de Comercio Internacional en enero de 2018. En marzo de ese año organizó el Foro Feminista "Feminism without border" junto a Angela Vallina y Joao Pimenta, también eurodiputadas pertenecientes al GUE/NGL, Grupo Confederal de la Izquierda Unitaria Europea/Izquierda Verde Nórdica.
En 2019 fue reelegida para la legislatura 2019 - 2024 del Parlamento Europeo. 